# Audi benigne Conditor
Audi benigne Conditor è un inno liturgico latino per il tempo di Quaresima attribuito a san Gregorio Magno, che fu pontefice dall'anno 590 fino all'anno 604.

## Critica testuale
Secondo Christian Raby non è possibile stabilire la paternità dell’inno e in particolare collegarla a Gregorio Magno. L'inno è costituito da cinque strofe in dimetri giambici di otto sillabe. A riprova della sua antichità, metà dei suoi venti versi sono rimati secondo lo schema libero caratteristico della prosodia precarolingia. Matthew Britt nota che jejuna, con il genitivo criminum, è un grecismo: tali aggettivi sono normalmente seguiti dall'ablativo, ma gli autori classici ne variano la costruzione.
Le prime quattro strofe contengono ciascuna un riferimento alla miseria umana e una richiesta dell’ausilio divino; il quinto conclude questo semplice tema con una preghiera perché la Trinità renda fruttuoso il digiuno dei fedeli.
Papa Urbano VIII apportò tre modifiche minori al testo nella versione del 1632 del Breviario Romano.
Il testo è stato tradotto in inglese da Thomas Alexander Lacey e altri nel 1906. Nel 1936 ne esistevano 25 traduzioni diverse.

## Testo
| Latino                                                                                                 | Traduzione poetica in italiano                                                                                                  | Traduzione in inglese a cura di Thomas Alexander Lacey                                                                                  |
| --- | --- | --- |
| Audi, benigne Conditor, nostras preces cum fletibus, sacrata in abstinentia fusas quadragenaria.       | Ascolta, Creatore benigno, il grido che alziamo di pianto, in questo digiuno che compie i santi quaranta tuoi giorni.           | O merciful Creator, hear! To us in pity bow Thine ear: accept the tearful prayer we raise in this our fast of forty days.               |
| Scrutator alme cordium, infirma tu scis virium; ad te reversis exhibe remissionis gratiam.             | O tu, che nei cuori ci scruti e sai quanto fragili siamo, a te ritornati, concedi la gioia di un largo perdono.                 | Our hearts are open, Lord, to Thee: Thou knowest our infirmity; pour out on all who seek Thy face abundance of Thy pardoning grace.     |
| Multum quidem peccavimus, sed parce confitentibus, tuique laude nominis confer medelam languidis.      | Poiché troppo abbiamo peccato, ma tu da' il perdono ai contriti a gloria del nome tuo santo, lenisci la piaga dei cuori.        | Our sins are many, this we know; spare us, good Lord, Thy mercy show; and for the honor of Thy name our fainting souls to life reclaim. |
| Sic corpus extra conteri dona per abstinentiam, ieiunet ut mens sobria a labe prorsus criminum.        | Con questa astinenza, concedi che il corpo rinasca temprato, che sobria la mente digiuni, non più lusingata dal male.           | Give us self-control that springs from discipline of outward things, that fasting inward secretly the soul may purely dwell with Thee.  |
| Praesta, beata Trinitas, concede, simplex Unitas, ut fructuosa sint tuis haec parcitatis munera. Amen. | O Dio, che sei unico e trino, sia il dono che noi ti facciamo del nostro digiuno frugale copioso di frutti ai tuoi occhi. Amen. | We pray Thee, Holy Trinity, one God, unchanging Unity, that we from this our abstinence may reap the fruits of penitence. Amen.         |

## Musica
Nel XV secolo Guillaume Dufay compose una polifonia basata su una parafrasi della melodia a canto piano durante il suo mandato presso la Cattedrale di Cambrai. La sua impostazione musicale era ancora strofica e la melodia fungeva da filo conduttore coerente attraverso l'inno, come punto di riferimento udibile, cantato alternativamente, con canto polifonico alternato a canto piano senza abbellimenti, «[radicando] la celebrazione liturgica nella tradizione a canto piano mentre elevava i messaggi teologici in essa espressi».
Intorno al 1565 Orlando di Lasso compose un mottetto polifonico del’Audi benigne Conditor con solo due parti e cinque voci, ma una trama ricca con scrittura florida soprattutto per le voci di basso e frequenti accordi di 6/3 in una catena di sospensioni a "poenasco comparavimus".
Nella sua raccolta pubblicata nel 1612 per la Collegiata di san Quintino, Jean de Bournonville propone una nuova versione tra ricchi materiali polifonici essenzialmente per Vespri, secondo i nuovi orientamenti della musica sacra imposti dal Concilio di Trento. Il contrappunto fiorito è quasi escluso, a favore dei falsi bordoni o di formule ad essi prossime, volti a favorire la chiara comprensione dei testi da parte dei fedeli. La polifonia di Bournonville fu progettata per alternarsi con un coro a canto piano.
Guillaume Bouzignac, maestro di cappella di Angoulême, Bourges, Rodez, Clermont-Ferrand e della Collegiata di Sant'Andrea a Grenoble, compose alternanze polifoniche dell'inno. Il cantus firmus del canto piano è dato alla parte di basso, quindi la musica per queste alternanze polifoniche è scritta nel secondo tono ecclesiastico.
Vari arrangiamenti polifonici sono stati realizzati nel tempo, come quello del compositore italiano Delfino Thermignon composto per tre voci maschili: pubblicato nel 1903 nella Secunda anthologia vocalis di Oreste Ravanello, divenne popolare anche negli Stati Uniti all'inizio degli anni '20.

## Uso liturgico
Almeno dalla redazione del Breviario Romano fino ad oggi, l'inno ha goduto di un certo "rilievo liturgico" nel rito post-tridentino e viene cantato ai Vespri durante la Quaresima fino al tempo di Passione.
Nel Breviario di Parigi del 1736 trovava impiego per i Vespri durante la Quaresima dal Mercoledì delle Ceneri alla Domenica di Passione. Nel Breviario ambrosiano era usato per i Vespri e le Lodi, mentre nel Breviario di Sarum era usato per le Lodi solo durante le prime tre settimane di Quaresima.